# Nanjing Automobile
 (octobre 2012).
Nanjing Automobile Corporation (NAC) est une entreprise d'État chinoise fondée en 1947 et basée à Nankin dans la province de Jiangsu. Il est le plus ancien constructeur chinois d'automobiles et emploie plus de 16 000 personnes. Le site industriel est implanté sur une aire de 400 ha, sa capacité de production est d'environ 200 000 véhicules par an. La production comprend le secteur des automobiles particulières, les petits camions et les autobus. À la suite de sa fusion avec SAIC, seuls les modèles de la marque MG et ceux issus de la coentreprise avec IVECO continuent à être produits.

## Histoire
L'histoire de Nanjing Automobile (Group) Corporation remonte à 1947. C'est le 10 mars 1958 que la société fabriqua le premier camion léger de Chine. Dès lors l'usine fut autorisée à fabriquer des véhicules automobiles et la société Nanjing Automobile Works vit le jour.
Entre les années 1958 et 1979, Nanjing resta dans une position de quasi-monopole dans le secteur des automobiles en Chine. En 1980, pour satisfaire à la demande, Nanjing installa le premier moteur diesel sur un véhicule utilitaire.
En 1995, dans le cadre des accords de partenariat avec le groupe italien Fiat S.p.A. et notamment ses filiales poids lourds IVECO et  Auto, une filiale commune Nanjing Viejo Automobile Co. est créée.  Grâce à la libéralisation des investissements étrangers en Chine, Nanjing Fiat Company est ensuite créée afin de fabriquer des automobiles Fiat pour le marché chinois.
La capacité de production est portée à 200 000 véhicules, comprenant des automobiles particulières, des utilitaires légers, des camions moyen et gros tonnage, des minibus, des véhicules tout terrains, et des véhicules spéciaux développés à partir de châssis provenant des constructeurs Yuejin, Nanjing-Iveco, Nanjing-Fiat et Soyat.
Le 22 juillet 2005, pour un montant de 53 millions de livres sterling, Nanjing Automobile Group rachète les actifs du groupe défunt MG Rover et la marque de voitures à aspect sportif MG (initiales de Morris Garage), ainsi que les droits des noms d'anciens constructeurs automobiles britanniques du groupe British Leyland : Morris, Vanden Plas, Princess, Austin, Wolseley.
Devenu leader sur le marché chinois, SAIC a annonce en décembre 2007 la fusion-absorption de Nanjing. SAIC Motor débourse 2,095 milliards de yuans (près de 200 millions d'euros) et la maison mère de Nanjing Auto, Yuejin, obtient 320 millions d'actions SAIC Motor, équivalentes à une participation de 4,9 %. Ces actions sont apportées par la maison mère de SAIC, Shanghai Automotive Industry Corp. Cette fusion signe aussi la fin de la coentreprise de Nanjing avec Fiat, échec commercial.

## Les différentes unités du groupe
- Soyat : marque chinoise du groupe, ses modèles sont issus de licences SEAT et Isuzu,
- MG  : Acquisition du groupe MG Rover, y compris les marques : Wolseley, Austin, Morris, Vanden Plas (à l'exclusion des États-Unis et du Canada), American Austin, Princess & Sterling,
- Yuejin : marque de camions qui a été reprise par NAVECO, la filiale locale d'IVECO en 2006,

Les coentreprises :
- Nanjing-Fiat : qui construit les modèles Fiat Palio berline et SW, Fiat Siena, Fiat Perla. À la suite de la fusion avec SAIC, cette coentreprise est dissoute[1].
- Nanjing-Iveco : qui construit la gamme Iveco Daily et ses dérivés minibus.

## Soyat
Soyat était une marque de Nanjing Automobile (Group) Corporation, la quatrième composante du groupe avec les unités Yuejin, Nanjing-Iveco et Nanjing-Fiat, et représente la seconde base productive d'automobiles. Installé à Wuxi, au centre du triangle Hangzhou-Shanghai-Nanjing.
Les modèles de la gamme Soyat :
- licence SEAT
- Soyat NJ7150
- Soyat Unique  Ibiza 1re génération,

- licence Isuzu
- Soyat SUV - licence Isuzu,
- Soyat Pick-up - licence Isuzu,

Ces modèles n'étaient commercialisés qu'en Chine.

## Yuejin Motor Group
Nanjing Automobile Corporation commercialise les fabrications Yuejin, marque spécialisée dans les véhicules utilitaires et les camions moyens tonnage.
Actuellement, Yuejin Motor Group a une production annuelle d'environ 200 000 véhicules. La gamme couvre un large éventail de modèles comprenant des utilitaires légers, des camions moyen  tonnage, des minibus, des 4x4, des minibus et des constructions spéciales reposant sur des châssis et bases mécaniques de différentes origines.

## Nanjing-Fiat coentreprise
Nanjing-Fiat, coentreprise à 50/50 entre NAC et Fiat S.p.A. et composante de Fiat Chine, est créée en avril 1999 et sera dissoute en début d'année 2008.
Fiat est un des derniers grands constructeurs mondiaux à s'être implanté en Chine. Implanté à Nankin dans le district de Jiangning (au New Technology Park of Nanjing), Nanjing-Fiat a fabriqué entre 25 000 et 35 000 véhicules pour le marché chinois chaque année. 
Après avoir commencé par construire la Seat Ibiza sous la dénomination Zhongguo Nanjing NJ6400, Nanjing-FIAT a fabriqué la Fiat Palio à partir de novembre 2001, la Fiat Siena à partir de septembre 2002, la Fiat Palio Weekend et la Fiat Doblò à partir de juin 2003. La Fiat Perla, premier modèle dessiné conjointement par Fiat et Nanjing-Fiat Automobile est lancée en juillet 2006. La production de la Fiat Linea, modèle développé par Nanjing-Fiat en collaboration avec les filiales de Fiat Auto Fiat-Tofaş en Turquie et Fiat Automoveïs au Brésil, était programmée pour débuter en novembre 2006 mais sera annulée puisque Nanjing a dû cesser la production de véhicules Fiat en octobre 2006 au profit de Roewe.
Début mai 2007, le directeur général de Fiat Automobiles, Sergio Marchionne, se déclare « profondément insatisfait » des résultats de son association avec Nanjing dans le domaine automobile, constatant des cadences de fabrication « anormalement lentes » dues vraisemblablement à l'énorme effort que doit consentir le constructeur chinois pour mettre en fabrication les modèles MG dans ses propres usines chinoises. Une poursuite de la coentreprise avec un investissement complémentaire est décidée en juin 2007. 
À la suite de la fusion des groupes Nanjing et SAIC décidée le 28 décembre 2007, la coentreprise Fiat-Nanjing est dissoute. Fiat aura commercialisé plus de 160 000 véhicules durant cette coopération.
Les outillages de production et les lignes d'assemblage des différents modèles Fiat ont été cédés en 2009 au constructeur chinois Zotye qui fabrique et commerciale sous sa marque les modèles Palio et Perla renommés "Z.200HB" et "Z.200". Zotye avait déjà racheté à Fiat Italie en 2008 les outillages nécessaires pour fabriquer le Multipla 2ème génération et qu'il commercialise sous le nom "M.300". 
Fiat Auto est toutefois resté présent sur le sol chinois en s'associant en juillet 2009 avec le groupe GACC en créant, comme cela est toujours obligatoire en Chine,  la société GAC-Fiat Automobiles pour la production locale sous licence d'automobiles Fiat. Le premier modèle commercialisé en avril 2012, la berline Fiat Viaggio. Après la signature de cette nouvelle joint-venture locale, le constructeur italien a décidé de laisser le projet du modèles "D 200" à son ancien associé.

## Nanjing-Iveco Joint Venture
Iveco, la filiale poids lourds du groupe Fiat, a constitué en 1986 une coopération commerciale et technique pour la fabrication, sous licence, de certains modèles de la gamme Iveco Daily de 1re génération, par Yuejin Trucks.
En 1996, avec la libéralisation des investissements étrangers en Chine, cet accord se transforme en coentreprise pour la fabrication par Iveco, en Chine, de 20 000 exemplaires par an de toute la gamme Iveco Daily, fourgons, camions benne et minibus. Baptisée NAVECO, cette société a un chiffre d'affaires. annuel qui dépasse les 400 millions de dollars.
Très satisfaits de la qualité de leurs relations, les associés ont développé cette coentreprise en fusionnant NAVECO et Yuejin sous la seule entité NAVECO qui devient le principal constructeur du pays. Yuejin disposait d'une capacité de construction de 40 000 unités/an et son intégration dans NAVECO devait permettre d'atteindre les 100 000 unités à partir de 2008. Toute la gamme Yuejin sera dotée des technologies modernes Iveco.
NAVECO est une composante de Fiat Chine.